# Palantir
Un palantir (quenya: ‘lo que mira a lo lejos’; plural: palantíri) es un objeto ficticio del legendarium creado por el escritor británico J. R. R. Tolkien. Se trata de una piedra vidente, con forma esférica, que sirve para ver acontecimientos o lugares distantes, o, más frecuentemente, para comunicarse con el usuario de otra de ellas. Aparecen por primera vez en El Silmarillion, para posteriormente hacer una aparición en Las Dos Torres, segundo tomo de El Señor de los Anillos y tras la muerte de Tolkien se publicó un ensayo llamado «Las palantiri» dentro de la obra Cuentos inconclusos en que se profundiza en detalles de su origen, naturaleza y funcionamiento. A menudo también son llamadas «las piedras videntes».
Su historia se remonta a cuando los elfos de Tol Eressea se las obsequian a los hombres amigos de los elfos de Númenor, cuyo líder fue Amandil, para que estos pudiesen seguir manteniendo comunicación con los elfos de la isla solitaria aun cuando los hombres de Númenor se volvían orgullosos y renegaban de estos.
Más tarde uno de estos objetos aparecería en poder de Saruman el blanco, a través del cual establecía comunicación con Sauron que era, aparentemente, usuario de otro Palantir.

## Etimología
En sindarin Palantir se traduce como "las que ven desde lejos" (debido a que en la obra original de Tolkien las Palantir son femeninas), nombre que deriva de palan- (amplio y lejano) y -tir (vigilancia o guardián).

## Descripción

Una ilustración de un palantir

Un palantir es una piedra muy dura de color negro, esférica y pulida, que parece vidrio o cristal y con unos polos que la mantienen erguida. El diámetro varía según el palantir desde aproximadamente un pie hasta un tamaño desconocido, pero suficiente para impedir su levantamiento por parte de una sola persona.
En su interior podían verse escenas de cosas que estaban ocurriendo en sitios lejanos e incluso en tiempos lejanos. El poseedor podía, si su voluntad era fuerte, dirigir la visión hacia algo de su preferencia, pero lo más habitual era que cada piedra cobraba contacto con alguna otra, y con ello podía mantenerse comunicación mental con los demás custodios.

## Historia
Los palantiri fueron fabricados por los Noldor en Eldamar (parece ser que el mismísimo Fëanor los fabricó) y regalaron siete a la Casa de Elendil, en Númenor. Se sabe que en Tol Eressëa se conservaba una octava piedra vidente (la piedra maestra) con la que Elendil mantenía comunicación con los elfos de las Tierras Imperecederas a través del Palantír que se mantenía en las Colinas de las Torres, al occidente de La Comarca, que sólo servía para este propósito, y que no podía comunicarse con ninguna de las otras Piedras Videntes.
A la caída de Númenor, Elendil se las llevó a la Tierra Media y las repartió por todo su reino. La principal de ellas fue colocada en la Cúpula de las Estrellas de Osgiliath. Las otras fueron distribuidas en Minas Ithil, Minas Anor, Orthanc, Annúminas, Elostirion en las Colinas de las Torres y en la Torre de Amon Sûl.
Tras la muerte de Elendil, los Eldar tomaron de nuevo la que estaba en las Colinas de las Torres, donde permaneció durante toda la Tercera Edad, siempre mirando al oeste, y después de la Guerra del Anillo, esa piedra partió a bordo del navío blanco donde se embarcaron los Portadores de los Anillos. Los reinos de Rhudaur y Cardolan codiciaron la de Amon Sûl, pues era la piedra principal del Reino del Norte, estando las otras dos en manos de Arthedain y de los Eldar.
En 1409 de la Tercera Edad, la Torre de Amon Sûl fue destruida por Angmar, pero Arthedain recobró el Palantír y lo llevó, junto con la de Annúminas, a Fornost hasta su caída, cuando naufragó el rey Arvedui en la Bahía de Forochel las piedras de Annúminas y Amon Sûl se perdieron para siempre en el mar.
En Gondor, el Palantír de Osgiliath se perdió en la Lucha entre Parientes, tras el ataque a la ciudad, y se hundió en lo profundo del río Anduin. Cuando los Nazgûl tomaron Minas Ithil y la ciudadela se transformó en Minas Morgul, en 2002 T. E., la piedra que allí estaba pasó a estar controlada por Sauron. Tolkien no determinó el destino de esa piedra tras la Guerra del Anillo.
La consecuencia de ello fue que se volvió peligroso hablar por las demás, sobre todo por la de Minas Anor (luego Minas Tirith), que era la más afín. Al final de la Guerra del Anillo se descubrió que Denethor había enloquecido por usar este Palantír y haber estado en contacto con Sauron, quien le había hecho perder toda esperanza de salvar a su reino, mostrándole imágenes de su poderío y de la ruina de los pueblos del Oeste. También Saruman, cuando se volvió malvado, usó la piedra de Orthanc para mantener comunicación con el Señor Oscuro, en la creencia de que podría congraciarse con él mientras llevaba a cabo sus planes de dominio.
Al final de la Guerra del Anillo, sólo quedaban las piedras de Orthanc y Minas Tirith, que pasaron a manos del rey Elessar; pero de ambas sólo la de Orthanc servía, pues la otra (que Denethor había estado usando), quedó inservible al mostrar permanentemente sólo un par de manos quemándose, consecuencia de la pira de fuego en la que Denethor, en su locura, se suicidó, apretando el Palantír contra sí.